# Kōgyoku
Cesarzowa Kōgyoku (jap. 皇極天皇 Kōgyoku tennō; ur. 594, zm. 24 sierpnia 661) — 35. cesarzowa-władczyni Japonii, według tradycyjnego porządku dziedziczenia.
Po interregnum, wstąpiła na tron po raz drugi jako cesarzowa Saimei (jap. 斉明天皇 Saimei-tennō) — 37. cesarzowa Japonii.
Kōgyoku/Saimei była drugą kobietą na tronie Japonii.

## Życiorys

### Do czasu objęcia tronu
Urodziła się w 594 roku. Była prawnuczką cesarza Bidatsu. Zaraz po narodzinach nadano jej imię Takara.
W wieku kilkunastu lat poślubiła cesarza Jomei. W 629 r. Jomei wstąpił na tron, a 35-letnia Takara została cesarzową. Mieli trójkę dzieci: księcia Naka-no-Ōe (późniejszego cesarza Tenji), księcia Ōama (późniejszego cesarza Temmu) i księżniczkę Hashihito.
17 listopada 641 r. zmarł Jomei. Wpływowy ród arystokratyczny, Soga, ustalił kolejność do tronu po Jomei: najpierw cesarzem miała zostać Takara, po niej jej młodszy brat – Kōtoku, a dopiero po nich synowie cesarza Jomei, ponieważ okazało się, że Takara jest kuzynką głowy rodu, Soga-no-Iruka.

### Jako cesarzowa-władczyni
18 lutego 642 r., cztery miesiące po śmierci Jomei, 48-letnia Takara została intronizowana na cesarzową-władczynię, stając się drugą w historii (po Suiko) kobietą na japońskim tronie. Przyjęła cesarskie imię Kōgyoku (jap. 皇極).
Kōgyoku rządziła przez trzy lata. Rzeczywistą władzę sprawował jednak ród Soga z jego głową, Soga-no-Iruka, na czele. Nie podobało się to wielu osobom, w tym synowi cesarzowej, księciu Naka-no-Ōe. Planował on zamach stanu. 12 lipca 645 r., kiedy cesarzowa siedziała na tronie, Naka-no-Ōe rozmawiał z Soga-no-Iruka naprzeciw niego tak, że cesarzowa widziała wszystko. Nagle Naka-no-Ōe wyjął nóż i brutalnie zamordował swego rozmówcę. Przerażona tym 51-letnia Kōgyoku abdykowała jeszcze tego samego dnia. Według prawa ustalonego wcześniej przez Soga-no-Iruka, tron objął po niej jej brat, cesarz Kōtoku.

### Po ponownym objęciu tronu
24 listopada 654 r. po dziewięciu latach rządów zmarł Kōtoku. Według wspomnianej wcześniej kolejności do tronu, cesarzem miał zostać Naka-no-Ōe. Zrzekł się on jednak tronu na rzecz matki, która została intronizowana ponownie i przyjęła imię Saimei (jap. 斉明). Ustalono jednak, że Naka-no-Ōe będzie "pomagał" (częściowo rządził) cesarzowej.
W piątym roku jej drugich rządów, w 660 r. koreańskie królestwo Silla spustoszyło królestwo Baekje, z którym od lat Japonia handlowała i utrzymywała dobre stosunki. Saimei z powodu honoru (Baekje zawsze wspierało Japonię) zdecydowała pomóc temu królestwu. Na przełomie lat 660 i 661 ze swym synem, Naka-no-Ōe oraz z marynarką i armią japońską w wieku 67 lat przepłynęła Morze Wewnętrzne ze wschodu na zachód. Zatrzymała się w tymczasowym pałacu Ishiya w prefekturze Iyo. W maju 661 r. przybyła do pałacu Asakura w prowincji Tsukushi (dziś część prefektury Fukuoka). Zostały tam połączone wojska Baekje i Japonii i rozpoczęła się wojna przeciwko królestwu Silla.
Jednakże, 24 sierpnia 661 r. Saimei zmarła. Był to dzień, w którym sprzymierzona armia japońsko-koreańska miała wypłynąć do Korei. Jej syn, Naka-no-Ōe przysiągł, że nie będzie intronizowany na kolejnego cesarza, dopóki nie rozstrzygnie się wojna przeciwko Silla. Ciało Saimei zostało przewiezione Morzem Wewnętrznym do ówczesnej stolicy Japonii, gdzie na początku listopada 661 r. Saimei została pochowana.
Wojna z Silla trwała w latach 661–663. Po jej zakończeniu do Japonii powrócił Naka-no-Ōe, który został intronizowany na 38. cesarza i przyjął imię Tenji.
Mauzoleum Kōgyoku/Saimei znajduje się w Asuka w prefekturze Nara. Nazywa się Ochi-no-Okanoe no misasagi.